# Monte Autore
Il monte Autore è la terza montagna per altezza dei monti Simbruini, con i suoi 1.854,8 m s.l.m., situata nel Lazio, nel territorio della Città metropolitana di Roma Capitale, di cui costituisce la vetta più elevata.

## Descrizione
Si trova nel territorio dei comuni di Camerata Nuova e Vallepietra, all'estremo limite est della provincia di Roma, al confine con l'Abruzzo, come tale rientra nell'area di competenza della Comunità montana dell'Aniene e del Parco naturale regionale Monti Simbruini.
Sul versante sud-occidentale del monte, sotto un colle a strapiombo sulla Valle del Simbrivio, detto per la sua forma Colle della Tagliata, a circa 1337 m di altitudine, si trova il santuario della SS Trinità, meta di pellegrini e turisti. La cima è facilmente raggiungibile dal comprensorio di Monte Livata, dal limitrofo territorio laziale di Vallepietra e da quello abruzzese di Camporotondo.

## Galleria d'immagini

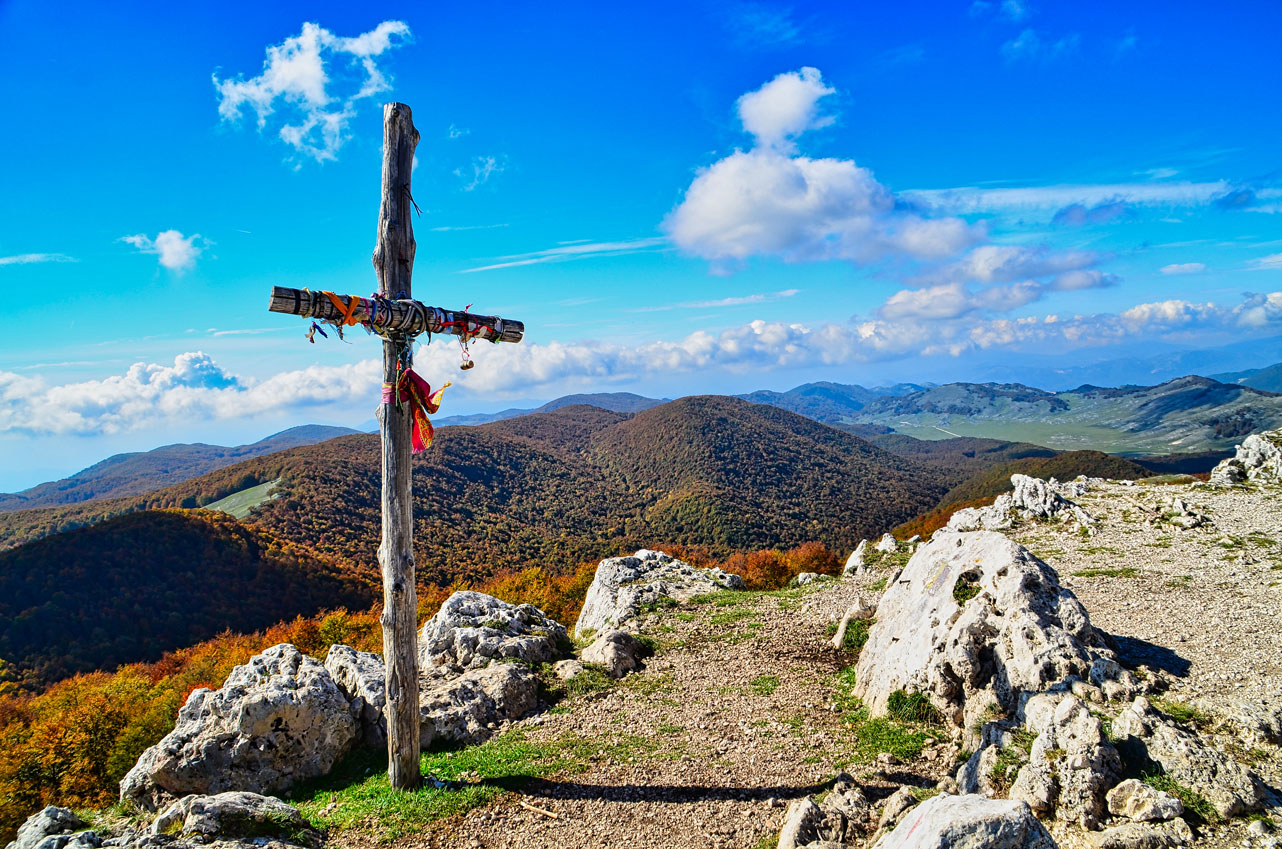
Croce sulla vetta di Monte Autore
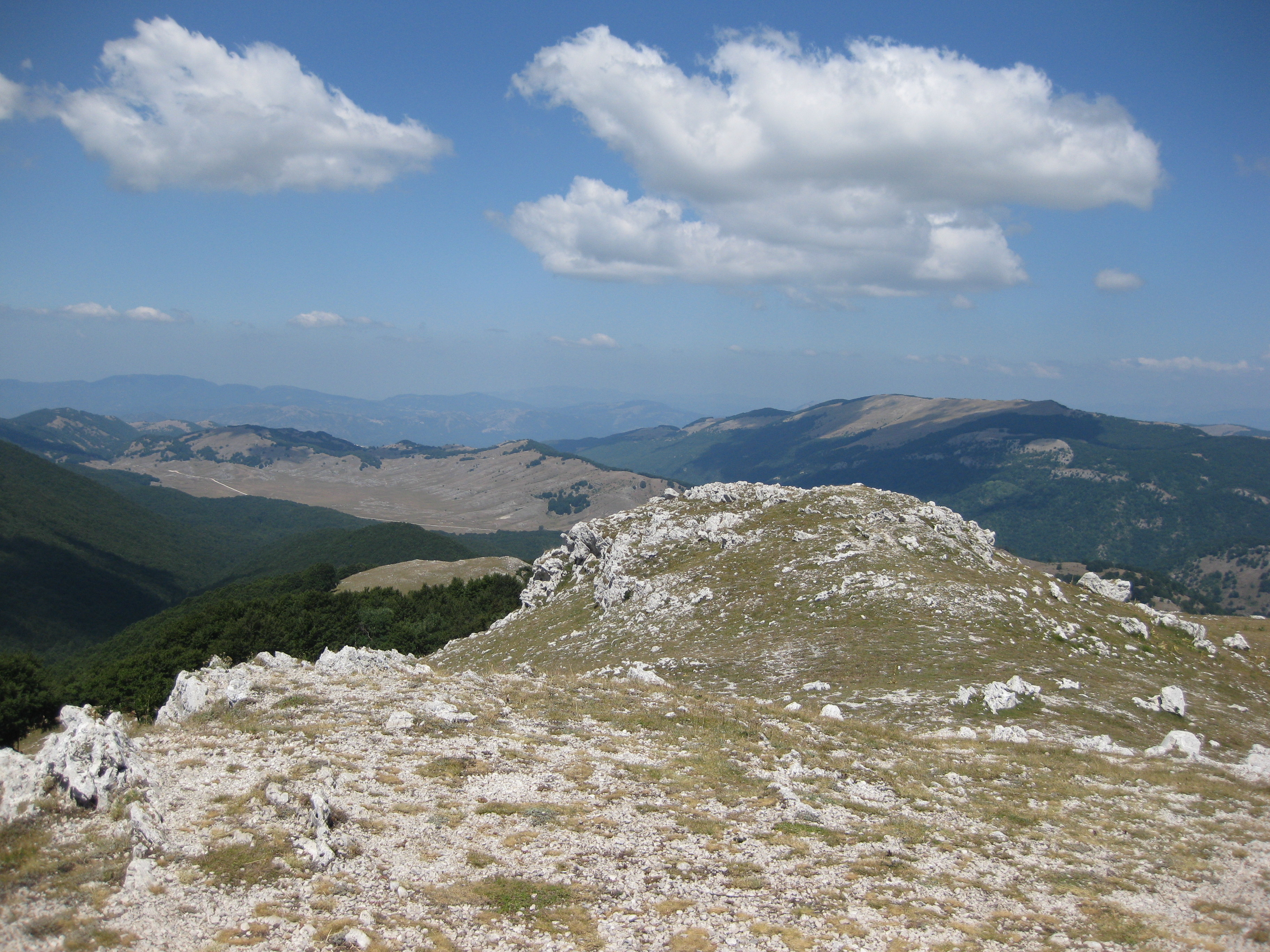
Vista dal monte Autore verso Camposecco
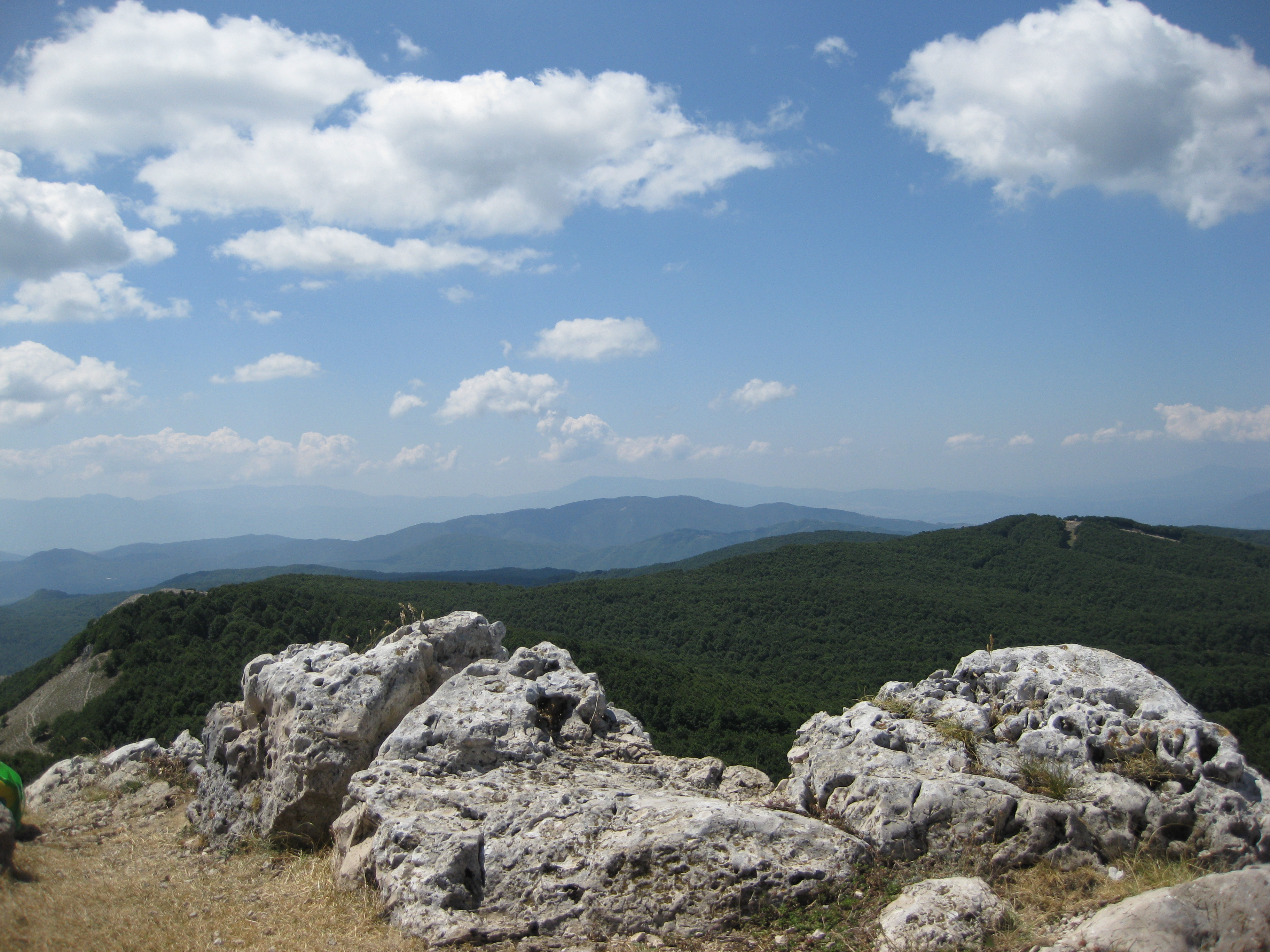
Vista dal Monte Autore verso Monte Livata (Monna dell'Orso)
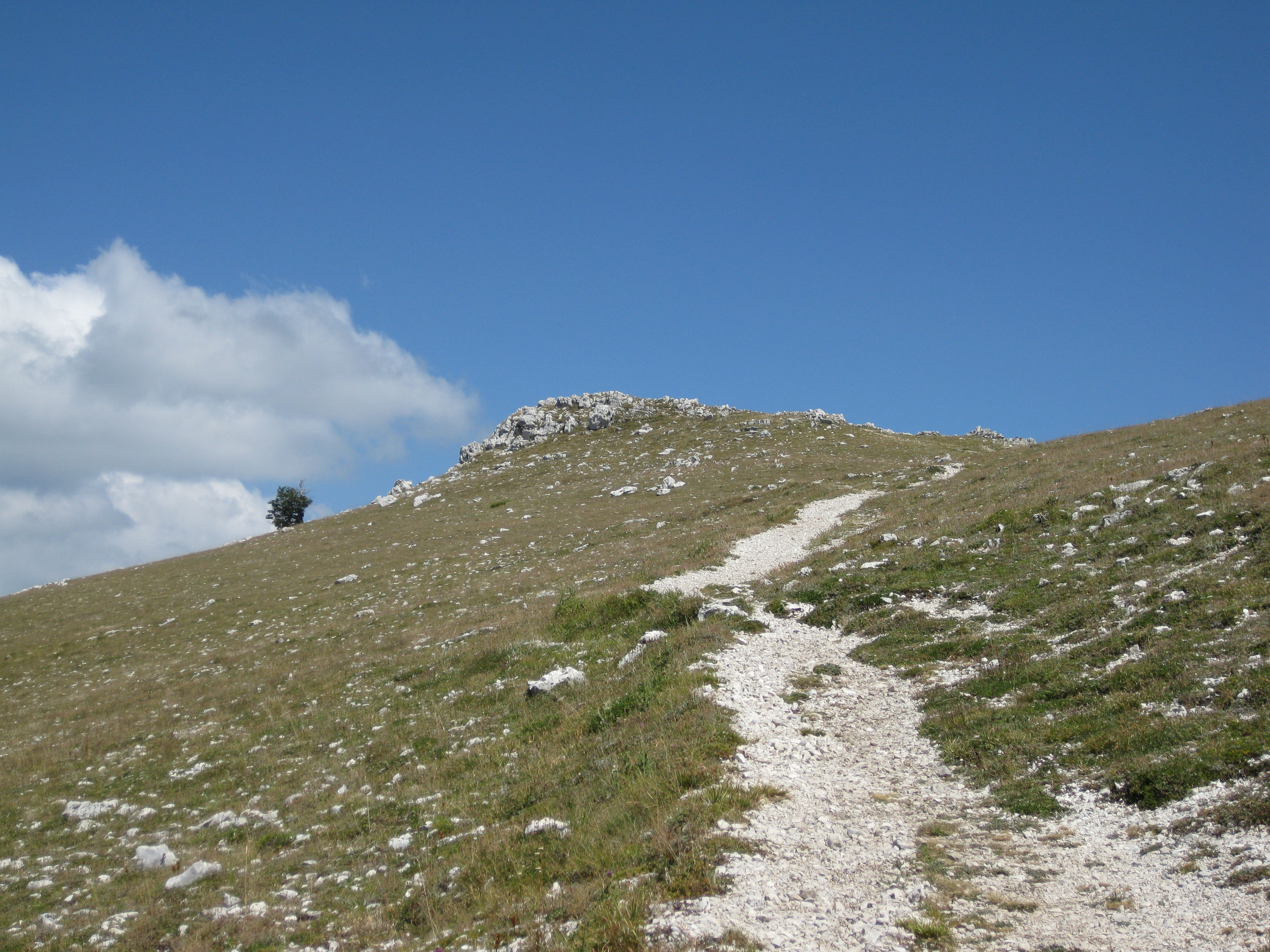
Vista della cima del monte Autore
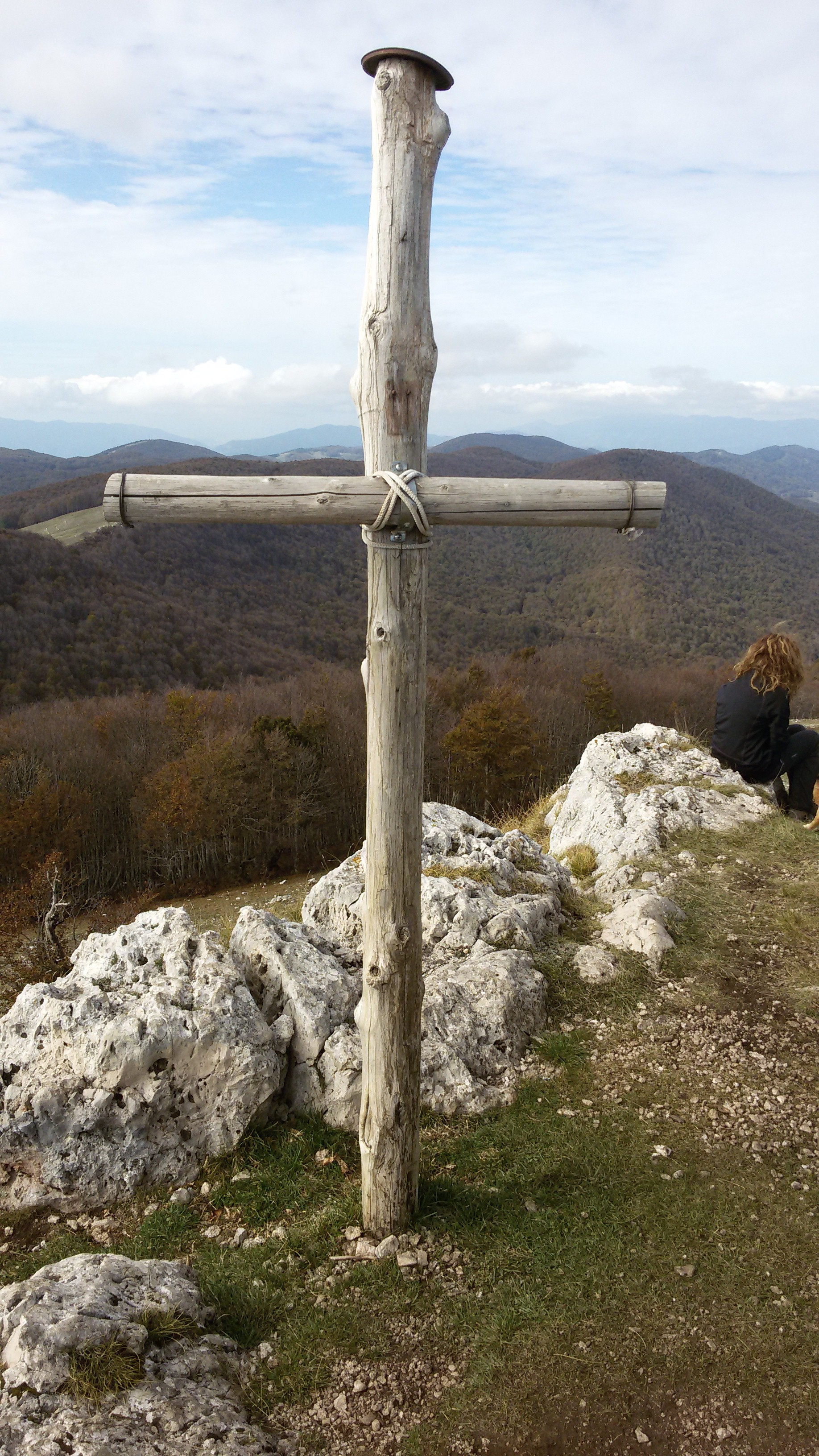
La croce sulla vetta.
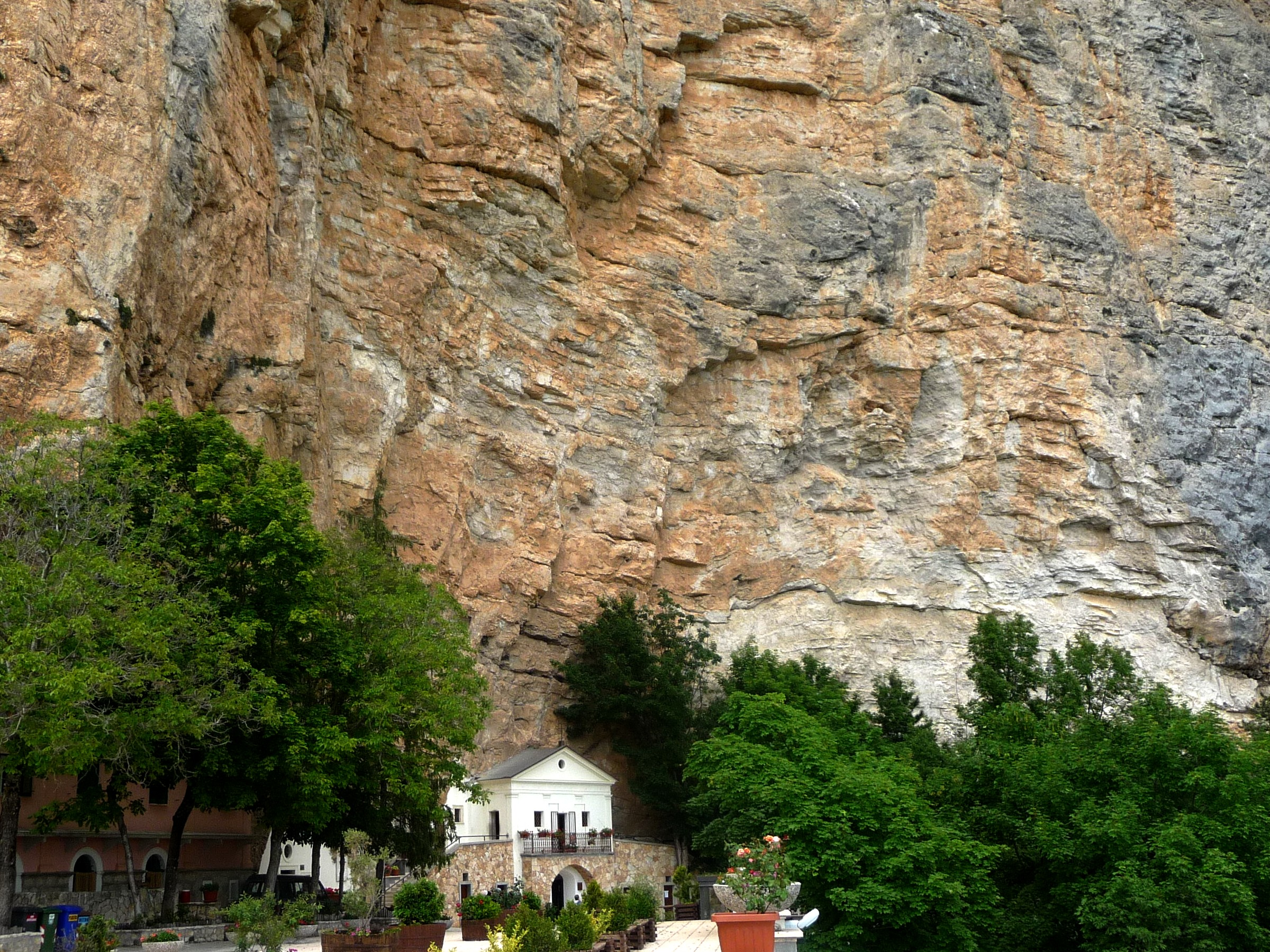
Santuario della Santissima Trinità (Colle della Tagliata)